# Potentilla turgaica
Potentilla turgaica es una especie de planta del género Potentilla, perteneciente a la familia Rosaceae.

## Taxonomía
Potentilla turgaica fue descrita por Jiří Soják en 1969.

## Distribución
Se encuentra en el territorio central de la parte europea de Rusia y en Kazajistán.